# Parafia Ikony Matki Bożej „Wszystkich Strapionych Radość” w Druskienikach
Parafia Ikony Matki Bożej „Wszystkich Strapionych Radość” – prawosławna parafia w Druskienikach. Należy do dekanatu wileńskiego okręgowego eparchii wileńskiej i litewskiej Rosyjskiego Kościoła Prawosławnego.
Erygowana po raz pierwszy w 1865, działała do wejścia Armii Czerwonej na Litwę w 1940. Ponownie zarejestrowana w 1947. Należało do niej wówczas 350 osób.
Świątynią parafialną jest cerkiew pw. Ikony Matki Bożej „Wszystkich Strapionych Radość” z 1865 r.
W prawosławnej części miejscowego cmentarza znajdowała się cerkiew pw. św. Gabriela Zabłudowskiego, która ze względu na bardzo zły stan techniczny została w 2018 r. rozebrana. W tym samym roku rozpoczęto budowę nowej świątyni na miejscu zburzonej.